# Chùa Côn Sơn
Chùa Côn Sơn (tên chữ là Thiên Tư Phúc tự hay Côn Sơn Tự), còn gọi là chùa Hun, là một ngôi chùa nằm bên ngọn núi Côn Sơn (hay còn gọi là núi Hun) ở phường Cộng Hoà, thành phố Chí Linh, tỉnh Hải Dương, Việt Nam. Chùa đã được Bộ trưởng Bộ Văn hóa Việt Nam Dân chủ cộng hòa xếp hạng di tích quốc gia ngay trong đợt I năm 1962. Đây là di tích quan trọng thuộc khu di tích Côn Sơn - Kiếp Bạc được công nhận là di tích quốc gia đặc biệt năm 2012.

## Lịch sử
Tên chữ của chùa là Thiên Tư Phúc tự hay Tư Phúc Tự, trong dân gian quen gọi theo tên núi là chùa Côn Sơn hay còn gọi là Chùa Hun. Chùa nằm dưới chân núi Côn Sơn, thuộc thôn Chúc Đình, xã Chi Ngại, huyện Phượng Nhãn (sau là xã Chúc Thôn, tổng Chi Ngại, huyện Chí Linh). Tương truyền đây là nơi từng diễn ra trận hỏa công hun lửa tạo khói để vây bắt Phạm Bạch Hổ thời loạn 12 sứ quân của Đinh Bộ Lĩnh ở thế kỷ 10. Nên ngoài tên gọi Côn Sơn, núi còn có tên là Kỳ Lân hay núi Hun.
Sách Đại Nam Nhất Thống Chí chép về chùa Côn Sơn trong mục "Núi Côn Sơn", gắn liền với một loạt các nhân vật lịch sử nổi bật:
| “                                                   | Núi Côn Sơn: ở cách huyện Chí Linh 21 dặm về phía đông bắc, như hình kì lân, nên lại gọi là núi Kì Lân; trên núi có động Thanh Hư, do tư đồ nhà Trần là Trần Nguyên Đán xây dựng (...) Nguyễn Trãi nhà Lê về già cũng ở đây, dưới núi có ao gọi là giếng Mắt Rồng, nước khe chảy quanh trước sau, có cầu Thấu Ngọc và am Bạch Vân, trên đỉnh núi có chùa Tư Phúc. Hòa thượng Pháp Loa dựng các am Hồ Thiên, Chân Lạc để ở. Vua Trần Thái Tông từng đến chơi. Tương truyền, Hòa thượng Huyền Quang cũng tu ở đấy. Phong tục ở đấy cứ đầu mùa xuân trai gái đến chùa dâng hương, hàng tuần mới tan, là thắng hội của một phương. Đời Trần Minh Tông, trạng nguyên Lý Đạo Tái biệt hiệu Ứng Quang, cáo quan về ở ẩn tại đây. Lê Thái Tông cũng từng đến chơi có thơ đề vịnh. | ” |
| — Đại Nam Nhất Thống Chí, Quyển 17 - Tỉnh Hải Dương | |   |

Năm Hưng Long thứ 12 (1304) nhà sư Pháp Loa cho xây dựng một chùa nhỏ gọi là Kỳ Lân. Đến năm Khai Hựu thứ nhất (1329) chùa được xây dựng mở rộng thành Côn Sơn Thiên Tư Phúc tự, giao cho Huyền Quang chủ trì. Ngay từ thời nhà Trần, chùa Côn Sơn là một trong ba trung tâm của thiền phái Trúc Lâm cùng với Yên Tử và Quỳnh Lâm, Quảng Ninh. Ca dao có câu:
| “ | Côn Sơn, Yên Tử, Quỳnh Lâm Nếu ai chưa đến thiền tâm chưa đành | ” |

Chùa là nơi tu hành của Quốc sư Huyền Quang - vị tổ thứ ba của Thiền phái Trúc Lâm. Sau khi Huyền Quang mất, vua Trần Minh Tông đã cho xây Đăng Minh bảo tháp chứa xá lị của ông và từ đó đến nay, ngày mất của Huyền Quang dần trở thành Hội Xuân Côn Sơn.
Sang thời Lê Sơ, chùa là nơi Nguyễn Trãi lui về ở ẩn theo gót ông ngoại mình là Trần Nguyên Đán cũng đã về Côn Sơn lánh đời cuối thời Trần. Năm 1439, vua Lê Thái Tông khôi phục lại các chức tước cho Nguyễn Trãi, trong đó ông có một chức danh là Đề cử Côn Sơn Tư Phúc tự tức là "Quản lý chùa Tư Phúc" (chùa Côn Sơn).
Vào thời Lê trung hưng, giai đoạn Thiền sư Mai Trí Bản hiệu Pháp Nhẫn trụ trì, chùa được trùng tu và mở rộng đến quy mô đồ sộ. Theo bia tạc năm Hoằng Định thứ 15 (1614), khi đó chùa có đến 83 gian, bao gồm các công trình như: tam quan, tòa Cửu phẩm liên hoa gắn 385 tượng chư Phật, nhà thiêu hương, tiền đường, thượng điện, hành lang trái phải, tạc mới tượng Quan Âm Bồ Tát nghìn mắt nghìn tay, 18 tượng Phật sơn son trên thượng điện, thếp vàng lại ba tượng tam thế... Sau nhiều năm chiến tranh tàn phá, chùa Côn Sơn chỉ còn quy mô vừa phải nhưng kiến trúc vẫn hài hòa với cảnh quan.

## Kiến trúc và di vật

### Kiến trúc

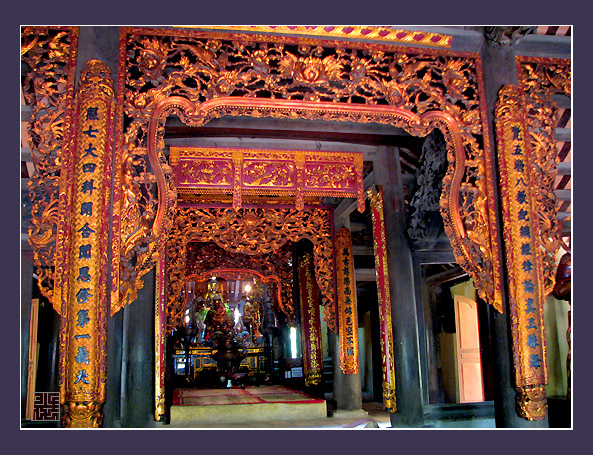
Chính điện chùa Côn Sơn

Chùa Côn Sơn sau đợt tôn tạo thời Lê trung hưng là một công trình kiến trúc hoàn thiện. Sang thời Nguyễn, chùa còn khá tốt, cảnh quan vẫn tươi đẹp tuy quy mô đã nhỏ hơn nhiều. Chùa Côn Sơn ngày nay vẫn còn tầng tầng lớp lớp kiến trúc theo lối chùa cung đình gồm: hồ bán nguyệt, tam quan, sân trước. gác chuông, tiền đường (5 gian, 2 chái), thiêu hương (3 gian), thượng điện (3 gian), tổ đường, điện Mẫu, nhà bia. Hai dãy tả hữu hâu hành lang dài 75,13m, rộng 3,86m, mỗi bên có 29 gian.
Trước sân tiền đường chùa Côn Sơn có những cây đại cổ, làm tăng cảnh đẹp và tôn nghiêm của chùa. Trong quần thể chùa có rất nhiều những cây thông lâu năm, đặc biệt là hai hàng thông cổ thụ trong sân chùa tạo thành con đường thông. Phía sau chùa Côn Sơn là khu mộ tháp, lớn nhất là Đăng Minh bảo tháp được dựng bằng đá xanh, cao 3 tầng, trong đặt xá lợi và tượng Thiền sư Huyền Quang. Nằm ở sườn núi Kỳ Lân, bên phải là lối lên Bàn Cờ Tiên, dưới chân Đăng Minh bảo tháp là Giếng Ngọc. Người xưa cho rằng Giếng Ngọc chính là mắt của con Kỳ Lân. Giếng Ngọc cũng có thời gian bị cỏ cây che lấp. Năm 1995, ban Quản lý di tích Côn Sơn - Kiếp Bạc đã cho khơi lại, kè đá, xây bờ, lát sân xung quanh giếng. Đỉnh Côn Sơn là một khu vực khá bằng phẳng. Tương truyền, từ thời Trần, Pháp Loa Tôn giả đã lập một bàn cờ tại vị trí này, tục gọi là Bàn Cờ Tiên. Hiện nay, tại khu vực này mới dựng thêm một nhà bia, theo kiểu vọng lâu, với 2 tầng, 8 mái.

### Điêu khắc
Hệ thống tượng điêu khắc ở chùa Côn Sơn khá đặc sắc với nhiều pho tượng hiếm gặp ở các chùa khác. Bên trong gian chính điện, các ban thờ được sắp đặt đầy đủ theo truyền thống gồm: Ban Tam Bảo ở chính giữa, Nhị vị Hộ Pháp hai bên, ban thờ Đức Ông, ban thờ Đức Thánh Hiền, ban thờ Mẫu. Hai pho tượng Hộ Pháp tại chính điện, cùng tượng Đức Ông ban đầu được thờ tại chùa Cả (xãTân An, Thanh Hà), sau được người dân gửi lên khi chạy giặc và hiện vẫn còn tại chùa, trong tình trạng rất tốt, ít bị hư hại.
Tương truyền ở ban thờ đầu hồi phía Đông nhà Tổ có 2 pho tượng nhỏ đắp đất, ngồi xếp bằng, một đàn ông, một đàn bà hướng về bàn thờ Phật. Tăng ni tu ở chùa Côn sơn không biết hai pho tượng đó là ai và có tự bao giờ. Trong thời gian kháng chiến chống Pháp, các tăng ni Phật tử sợ quân Pháp đến chùa tàn phá, đã đem đồ thờ và các pho tượng nhỏ cất giấu ở trong núi. Vào một đêm mưa gió sấm sét to, sư ông trụ trì chùa ngủ không yên, đợi sáng hôm sau trời tạnh vào thăm lại các tượng. Sư ông đến nơi thì thấy hai pho tượng đắp bằng đất bị mưa làm vỡ, lộ hai dải yểm tâm ghi tên mới biết đó là tượng Nguyễn Trãi và Nguyễn Thị Lộ.
Các cổ vật giá trị còn lại ở chùa bao gồm: 16 văn bia nói về về quy mô, những giai đoạn trùng tu chùa; ba pho tượng tam thế có phong cách vào giữa thế kỷ XVII hiếm gặp ở chùa khác; một bức tượng Phật A Di Đà cao trên 3m. Tượng Quan Âm nghìn mắt nghìn tay chùa Côn Sơn là tượng gỗ phủ sơn cao 97 cm, bệ 70 cm, ước đoán niên đại cuối thế kỉ XVI, đầu thế kỉ XVII. Tay tượng đã bị tháo hết, đùi bành rộng (như tượng Mạc Đăng Dung ở chùa Trà Phương), kết cấu thân tượng phong cách thời Mạc nhưng các chi tiết bề mặt rất kiểu cách. Đầu búi tóc làm hai u, các dải mũ chạy nổi tách trên lưng, nếp áo trườn qua tay cũng rời thân thành những đường đều, dài. Hình thức tách nổi các nếp y phục trên tượng chỉ đặc trưng ở thế kỷ XVI mà sau không phổ biến nữa. Ngoài ra còn một bệ gỗ kết cấu 6 mặt. Hai mặt trước, sau lớn, bốn mặt góc nhỏ, tạo thành các tổ hợp trang trí hình lá để trong ô chữ nhật hoặc vuông với các tổ hợp rồng, hoa văn dương xỉ, mây xoắn biến dạng đăng đối. Chạm khắc bệ tượng này cũng đặc trưng phong cách thời Mạc.

### Đăng Minh Bảo Tháp

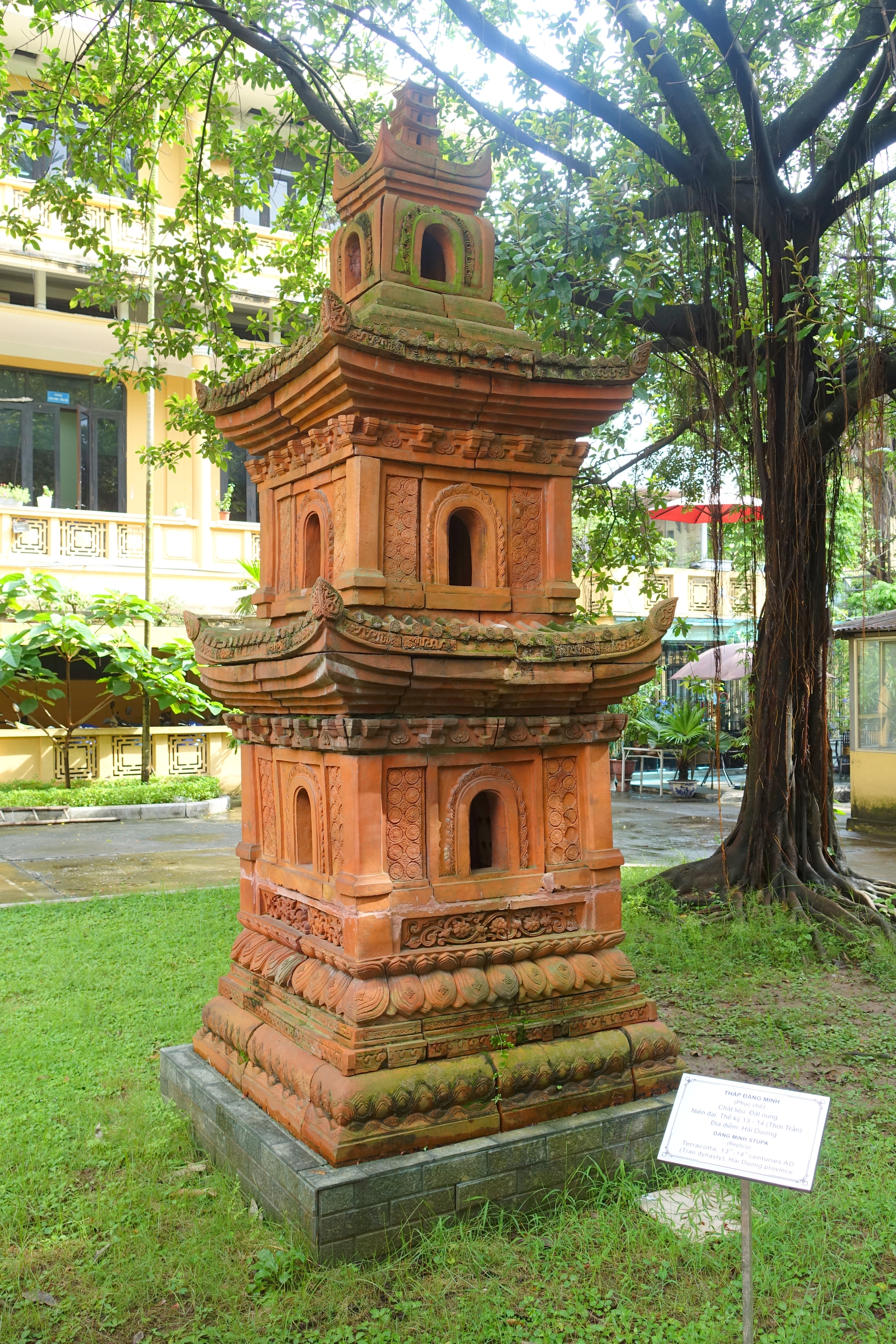
Đăng Minh bảo tháp (phục chế) bằng đất nung tại Bảo tàng Lịch sử Quốc gia, phục dựng theo hiện vật khai quật được tại chùa Côn Sơn năm 1979

Năm 1334, Huyền Quang viên tịch tại chùa Côn Sơn, vua Trần Minh Tông cúng dường 10 lạng vàng để xây tháp an táng xá lị cho thiền sư, đặt tên là Đăng Minh Bảo Tháp. Qua thời gian tháp đã bị hủy hoại. Năm 1719, nhà sư Hải Ấn cho xây dựng lại tháp.
Tháp Đăng Minh tọa lạc ở chân núi Kỳ Lân phía sau chùa Côn Sơn. Sân tháp lát gạch Bát Tràng chiều dài 8,75m, rộng 7,8m, xung quanh xây gạch đặc thời Lê. Tháp được xây bằng đá xanh Kính Chủ mỗi tấm trung bình 1 x 0,7m, dày 10–15 cm. Tháp cao 3 tầng dưới là bệ tháp có cấu tạo hình hoa sen. Tháp mở một cửa hướng nam ở tầng thứ nhất, rộng 48 cm cao 81 cm. Tầng thứ hai phía trên có biển ngạch đề bốn chữ 燈明寶塔 (Đăng Minh bảo tháp). Phía trên cùng là chóp tháp bình cam lồ. Điều đáng chú ý là phía sau và cạnh bên trái tầng một của tháp có khắc bia nói về thân thế sự nghiệp của Trúc Lâm đệ Tam tổ Huyền Quang. Bia khắc trực tiếp lên đá ghép của tháp khổ 0,70 x 0,50m, không trang trí hoa văn. Đây là tấm bia quý làm sáng tỏ nhiều điều của thiền phái Trúc Lâm. Niên đại khắc bia cũng là niên đại tạo dựng tháp Đăng Minh, năm Vĩnh Thịnh thứ 15 (1719).
Về hình thức và niên đại mộ tháp thì Đăng Minh bảo tháp cũng giống như Viên Thông bảo tháp (tháp xá lỵ của Pháp Loa, chùa Thanh Mai) và Huệ Quang kim tháp (tháp xá lỵ của Trần Nhân Tông, chùa Hoa Yên) được xếp vào loại tháp hoa sen. Các tháp này cùng được tạo dựng lại vào thời Lê Dụ Tông. Tháp Đăng Minh được tạo dựng vào năm Vĩnh Thịnh thứ 15 (1719). Tháp Viên Thông được tạo dựng vào năm Vĩnh Thịnh thứ 11 (1715). Tháp Huệ Quang được tạo dựng vào năm Bảo Thái thứ 10 (1729). Các tháp đều xây 3 tầng bằng các phiến đá lắp ghép. Tháp Đăng Minh và tháp Huệ Quang xây bằng đá xanh Kính Chủ còn tháp Viên Thông thì xây bằng đá khai thác tại chỗ. Ba ngôi tháp đều mở một cửa ở tầng một quay hướng nam. Phía trong có tượng các vị tổ bằng đá xanh, trước tượng là nhang án bằng đá, trên có bát hương.
Văn bia tháp Đăng Minh giống như các loại hình văn bia mộ tháp thời Lê Trung hưng được khắc trực tiếp vào các phiến đá lắp ghép trên mộ tháp, không trang trí rồng, mặt trời, hoa văn. Nội dung văn bia cung cấp nhiều tư liệu quý. Minh văn cho biết Huyền Quang Tôn Giả, Tổ thứ ba của Thiền phái Trúc Lâm họ Lý quê ở Vạn Tư (Vạn Tải) Gia Định, nay là huyện Gia Bình, Bắc Ninh. Khi chưa xuất gia Lý Đạo Tái đã thi đỗ Trạng nguyên Tam giáo, làm quan phụng mệnh đi sứ Trung Quốc, được đánh giá rất cao. Sau đó Ngài xuất gia tu Phật. Hưởng thọ 80 tuổi, được vua Trần Minh Tông rất mực tôn trọng phong sắc, cho xây tháp ngay sau khi Huyền Quang tịch diệt. Điều này đã được khắc trong bia:
"Đi sứ Bắc quốc, tài năng nổi danh đất bắc. Mê tiên nơi bồng đảo, tìm đạo từ bi ở cõi Tây Thiên, Ngài coi phú quý như phù vân, một lòng vui thú cảnh lâm tuyền... Ngoài 80 tuổi quy tiên, mười nguyện xây tháp báu huy hoàng, ân lớn không quên. Trần Minh Tông trân trọng vinh phong rõ ràng...".
Cùng một triều đại vua Lê Dụ Tông đã cho trùng tu tôn tạo 3 ngôi tháp của Trúc Lâm Tam tổ. Điều này chứng tỏ các vua triều Lê Trung hưng nói chung và Lê Dụ Tông nói riêng rất coi trọng Phật giáo đặc biệt là Thiền phái Trúc Lâm Việt Nam do Trần Nhân Tông sáng lập.

### Khảo cổ
Khu vực chùa Côn Sơn đã các nhà khoa học nhiều lần được tiến hành khai quật khảo cổ:
- Năm 1979: khai quật cạnh Đăng Minh Bảo Tháp đã tìm thấy những viên gạch và mảnh tháp đất nung thời Trần[20], sau đó năm 1998, bảo tàng Hải Dương đã tiến hành phục hồi. Phát hiện nhiều kè đá và nền móng kiến trúc thời Trần tại khu nền nhà Thanh Hư Động và cạnh Thượng điện.
- Năm 1992 - 1994: khai quật tam quan và đỉnh núi Kỳ Lân phát hiện nhiều mảnh gạch, ngói, gốm thời Trần.
- Năm 2000: khai quật khu vườn tháp và Thanh Hư Động thu được 2000 hiện vật ngói mũi hài, rồng đá, con giống đất nung thời Trần.
- Năm 2005: khai quật sau nhà tổ tìm thấy hai lớp nền móng kiến trúc từ thế kỉ XIV và thể kỉ XVI - XVII. Đồng thời tìm thấy nhiều gạch ngói, bát đĩa, tước, bình, lọ, bát hương, đặc biệt nhiều di vật niên đại thời Lê.
- Năm 2014: khai quật khảo cổ di tích Nhà Phẩm để thu thập tư liệu nhằm phục dựng tòa Cửu phẩm liên hoa đã tìm thấy nền móng nhà Phẩm[21][22]

### Trùng tu và tôn tạo
Từ năm 2010, tỉnh Hải Dương đã tiến hành lập Quy hoạch chi tiết Khu di tích lịch sử - văn hóa Côn Sơn – Kiếp Bạc để Thủ tướng Chính phủ phê duyệt Quy hoạch tổng thể bảo tồn khu di tích gắn với phát triển du lịch. Nhiều hạng mục chính trong quần thể được trùng tu, tôn tạo và phục dựng.
Năm 2015, chùa Côn Sơn khởi công xây dựng công trình phục dựng tòa Cửu phẩm liên hoa. Năm 2017, đã khánh thành cụm công trình gồm cây Phẩm chín tầng và nhà Phẩm. Nhà Phẩm có kết cấu ba tầng, 12 mái, được làm từ 250 m³ gỗ lim, 15 m³ gỗ vàng tâm, hàng trăm mét khối đá xanh Thanh Hóa, hàng nghìn viên gạch Bát Tràng. Tháp Cửu phẩm Liên hoa hình bát giác, cao hơn 10 m với chín tầng, mỗi tầng chạm ba lớp cánh sen. Tầng một có tám đầu rồng đúc bằng đồng ở tám cạnh, trong khi tầng chín có tám đầu rồng uốn cong quay ra bốn hướng. Trên cùng cây Phẩm là Đức Phật A Di Đà tọa thiền trên đài sen. Toàn bộ cây Phẩm, hệ thống tượng Phật và các bức chạm được sơn son, thếp vàng.
Chùa Côn Sơn còn giữ được 2 quả chuông cổ, đều có niên đại ở thời Tự Đức. Một quả chuông treo ở trong chùa ước nặng 5 tạ, 1 quả treo ở nhà Tổ ước nặng 1 tạ. 2 quả chuông đều ghi tên người công đức, có bài minh ca ngợi cảnh sắc Côn Sơn. Năm 2019, chùa tổ chức đúc thêm quả chuông mới để treo trên gác chuông mới phục dựng. Quả chuông được đúc bằng đồng, nặng 1,2 tấn, cao 1,8 m và có đường kính miệng chuông là 1,2 m, phục dựng theo mẫu chuông chùa Vân Bản thời Trần (bảo vật quốc gia số 13, đợt 2).

## Trong thi ca
Chùa Côn Sơn xuất hiện trong rất nhiều các tác phẩm văn học chữ Hán từ thời Trần. đặc biệt là thơ. Các tác phẩm của các nhân vật lịch sử có thể kể đến như:
- Đề tư đồ Trần Nguyên Đán từ đường - 題司徒陳元旦祠堂 (Trần Nghệ Tông)
- Tặng Huyền Quang tôn giả - 贈玄光尊者 (Trần Minh Tông)
- Thanh Hư động ký - 清虛洞記 (Nguyễn Phi Khanh)
- Tống tăng Đạo Khiêm quy sơn - 送僧道謙歸山 (Nguyễn Trãi)
- Côn Sơn ca - 崑山歌 (Nguyễn Trãi)
- Dữ thi hữu Phan Long Trân du Côn Sơn nhân tác Côn Sơn hành vân - 與詩友潘龍珍遊崑山因作崑山行云 (Cao Bá Quát)

Đây là nơi đã chứng kiến một chặng đường đời và bi kịch của người anh hùng dân tộc, danh nhân văn hóa Nguyễn Trãi. Ông sinh ra tại đây và sau những năm tham gia triều chính, Nguyễn Trãi lại về Côn Sơn và sống cuộc dời ẩn dật. Cảnh Côn Sơn đã gợi cảm hứng để Nguyễn Trãi sáng tác một số bài thơ chữ Nôm trong Quốc Âm thi tập như "Quy Côn Sơn trùng cửu ngẫu tác", cũng như thơ chữ Hán: Mộng sơn trung, Loạn hậu đáo Côn Sơn cảm tác, Quy Côn Sơn chu trung tác, Khất nhân họa Côn Sơn đồ, mà nổi tiếng nhất là bài Côn sơn ca:
| Côn sơn ca (trích): Côn Sơn hữu tuyền, Kỳ thanh linh linh nhiên, Ngỗ dĩ vi cầm huyền. Côn Sơn hữu thạch, Vũ tẩy đài phô bích, Ngô dĩ vi đạm tịch. | Dịch thơ: Côn Sơn suối chảy rì rầm Ta nghe như tiếng đàn cầm bên tai Côn Sơn có đá rêu phơi Ta ngồi trên đá như ngồi chiếu êm. |

## Bia "Thanh Hư Động"
Bia Thanh Hư Động là hiện vật độc bản, lưu giữ ngự bút của vua Trần Duệ Tông, có giá trị rất lớn về lịch sử, thư pháp, mang đậm dấu ấn văn hóa thời Trần. Bia được công nhận là Bảo vật quốc gia năm 2015. Hiện bia được đặt trong nhà bia nằm trên sân chùa Côn Sơn, bên phải cổng chùa.
Việc tạo tác bia được Nguyễn Phi Khanh nhắc đến ở bài ký trong Nhị Khê thi văn tập:
| “                                    | (...) tất cả khu đó được gọi chung là "Thanh Hư động". Sau khi làm xong, đức vua Duệ Tông tự tay làm bài bia, khắc vào trước cửa động. Đức Thái Thượng hoàng tự tay làm bài minh, khắc dưới lèn đá (...) (...) Tháng chạp năm Giáp Tý, niên hiệu Xương Phù thứ tám (1384) | ” |
| — Nguyễn Phi Khanh, Thanh Hư Động ký | |   |

### Hình thức
Bia có kích thước lớn (165 cm x 98 cm x 17 cm), trán cong. Toàn bộ thân bia được đặt trên lưng một con rùa đá. Mặt trước trán bia khắc 4 chữ Hán theo thể chữ triện: Long Khánh Ngự Thư trong khung chữ nhật (22 cm x 25 cm) (Long Khánh là niên hiệu của Trần Duệ Tông 1372 – 1377). Giữa bia đề ba chữ lớn "Thanh Hư Động" viết theo lối lệ thư chân phương. Mỗi chữ kích thước 35 cm x 35 cm. Xung quanh diềm bia trang trí hình rồng triện gẫy khúc. Mặt sau của bia có khắc bài ký "Côn Sơn Tư Phúc tự bi". Trán bia mặt sau có hình mặt trời, diềm bia trang trí hoa dây đơn.

### Niên đại
Các nhà nghiên cứu trước đây đã có những tranh luận trái chiều về niên đại của tấm bia này. Có hai luồng ý kiến:
- Quan điểm thứ nhất: bốn chữ Long Khánh Ngự Thư nghĩa là Vua (có niên hiệu) Long Khánh tự tay viết chữ, cùng với hình thức trang trí mặt bia đã khẳng định đây là ngự bút của vua Trần Duệ Tông. Mặt sau vốn khắc bài minh Côn Sơn Thanh Hư Động bi minh của vua Trần Nghệ Tông, năm 1602 bài minh này bị mài đi và khắc đè lên bài ký Côn Sơn Tư Phúc tự bi.
- Quan điểm thứ hai: Ba chữ "Thanh Hư Động" ở mặt trước được khắc lại vào năm 1603, mặt sau bia được khắc năm 1602.

Tuy nhiên, các phân tích về văn bản học và đối chiếu hình tượng con rùa đá đã cho thấy bia và ba chữ Thanh Hư Động đúng là có niên đại thời Trần. Thứ nhất, Trong chữ Thanh (清) trên bia, phần chữ "Nguyệt" (月) đã bị thay nét ngang trên bằng vòng tròn. Các chữ húy thời Trần (chữ "Thừa", chữ "Tộ") đều có một nét bị thay bằng một vòng tròn. Chữ "Nguyệt" cũng là một chữ húy, được quy định từ thời Trần Anh Tông: 
| “                                   | Kỷ Hợi năm thứ 7 [1299], (Nguyên Đại Đức năm thứ 3) Mùa xuân, tháng 4, ngày 12, xuống chiếu cấm chữ huý của Khâm Minh Đại Vương và Thiện Đạo quốc mẫu (Khâm Minh tên huý là Liễu, Thiện Đạo tên huý là Nguyệt; Thiện Đạo là phu nhân của Liễu) khi làm văn không được dùng. | ” |
| — Đại Việt sử ký toàn thư, Quyển VI | |   |

Điều đáng nói là trong bài ký "Côn Sơn Tư Phúc tự bi" ở mặt sau bia thì tất cả các chữ "Nguyệt" không hề kiêng húy mà vẫn viết đủ nét. Thêm vào đó, một tấm bia khác đặt ngay gần là bia Phụng lệnh dụ cung cấp tam bảo tạo lệ bi kí/ Khôi tạo trùng tu Phật tổ Côn Sơn Tư Phúc tự dựng năm Thịnh Đức nguyên niên (1653) đã nhắc đến địa danh "Thanh Hư Động" hai lần nhưng chữ "Nguyệt" không hề kiêng húy.
Thứ hai là hình dạng con rùa đội bia Thanh Hư Động: mai trơn, đầu rùa tạc rõ hai mắt và sống mũi, cổ nghển cao, đuôi vắt lên mai, bốn chân có năm móng quắp lại. Hình dạng con rùa này rất giống với con rùa ở bia Thanh Mai Viên Thông tháp bi có niên đại xác định là 1362. Bia Thanh Mai Viên Thông tháp bi cũng kiêng húy chữ Nguyệt triệt để, khẳng định niên đại thời Trần của bia. Một bia khác ở Chùa Côn Sơn cũng có rùa đội là bia Trùng tu Tư Phúc tự bi niên đại Hoằng Định tứ niên (1603). Con rùa ở bia này có hình thức rất khác, không ngóc đầu lên, không có đuôi, mai xù xì và úp sát đất.
Thứ ba là diềm chân bia ở mặt trước có khắc hình rồng triện gãy khúc đã mờ, có nhiều chữ khắc đè lên. Rõ ràng hình rồng và chữ đè lên không thể khắc cùng một thời điểm. Trang trí diềm chân bia phải có trước (thời Trần) rồi sau này khi hình rồng bị mờ thì người ta mới khắc tên những người công đức xây chùa vào năm 1603 đè lên chữ.
Qua đó có thể thấy bia Thanh Hư Động không thể có niên đại thời Lê trung hưng (niên hiệu Hoằng Định) mà có niên đại từ thời Trần (niên hiệu Long Khánh).

### Minh văn
Bài ký "Côn Sơn Tư Phúc tự bi" ở mặt sau bia ghi niên đại "Hoằng Định tam niên" (1602), chữ viết thành 29 cột, mỗi cột từ 2 - 45 chữ. Nội dung tóm tắt như sau:
Chùa Tư Phúc là nơi Trần Minh Tông tu thân học đạo. Vị tổ thứ ba thiền phái Trúc Lâm là Huyền Quang từng trụ trì tại đây. Nay chùa đã hư hỏng, nhà sư trụ trì là Mai Trí Bản đứng ra hưng công, cùng mọi người xây dựng lại tam quan, phòng oản. Nay khắc bia ghi tên họ những người đã công đức.
Trong Việt âm thi tập còn ghi lại một bài minh có tựa đề Côn Sơn Thanh Hư Động bi minh (Bài minh khắc vào bia Thanh Hư Động) của Trần Nghệ Tông. Vì thế bài minh này được cho là đã khắc lên mặt sau của bia Thanh Hư Động cùng thời điểm với ba chữ "Thanh Hư Động" ở mặt trước, nhưng sau đó đã bị khắc đè lên vào đợt trùng tu chùa năm 1602. Nội dung bài minh như sau:
| Côn Sơn Thanh Hư động bi minh Tư đồ sáng am, Vu bỉ ngâm khâm. Khởi hữu nguyện ư độc lạc, Cái ngụ ý hồ đăng lâm. Nhật toạ bàn thạch, tắc dục trí quốc thế chi an, Nhật phủ thanh lưu, tắc dục tư quốc luận chi thâm. Âm mậu thụ, tắc khuếch ngô dân chi đại tí, Ỷ tu trúc, tắc dục trí hiền sĩ chi như lâm. Phụ tán ngã trị, vô hữu hà tâm, Thử trẫm sở dĩ thán nhi thư vu sơn chi âm giả dã. | Dịch nghĩa: Tư đồ dựng am, Trên núi thâm nghiêm. Há phải muốn riêng mình vui thú, Chính là để ngụ cái ý lên cao. Ngồi trên bàn đá là muốn đặt thế nước yên ổn, Cúi nhìn dòng nước trong là muốn bàn sâu vào việc nước. Nương dưới bóng cây là muốn mở rộng được sự che chở cho dân, Tựa vào khóm trúc là muốn đến với nhiều hiền sĩ. Ông giúp ta trị nước, chứ không có tâm địa gì, Trẫm thương tiếc, nên tìm hòn đá đẹp ghi vào lời này. |

## Bia "Côn Sơn Tư Phúc tự bi"
Bia "Côn Sơn Tư Phúc tự bi" là dạng bia lục giác rất hiếm gặp ở Việt Nam, được tạo tác trong đợt đại trùng tu chùa Côn Sơn ở thế kỷ XVII. Đây là tấm bia quý, chứa đựng những giá trị văn hóa, lịch sử, mỹ thuật đặc sắc. Bia được công nhận là Bảo vật quốc gia năm 2017.

### Lịch sử
Bia "Côn Sơn Tư Phúc tự bi" được dựng vào năm Hoằng Định thứ 8 (1608) đời vua Lê Kính Tông, do Nguyễn Đức Minh soạn, Tạ Tuấn viết chữ, Lê Liễu người xã Kính Chủ khắc bia. Tấm bia được dựng trong đợt đại trùng tu chùa Côn Sơn do nhà sư Mai Trí Bản (trụ trì chùa Côn Sơn) chủ trì.
Ngày 15 tháng 2 năm 1965 (tức ngày 14 tháng Giêng năm Ất Tỵ), Chủ tịch Hồ Chí Minh về thăm Côn Sơn đã đọc bia "Côn Sơn tư phúc tự bi". Ông đã dịch và giảng giải cho những người cùng đi trong đoàn và người dân hiểu về nội dung của tấm bia. Bức ảnh chụp Chủ tịch Hồ Chí Minh đọc bia chùa Côn Sơn được in trong nhiều sách báo.
Hiện nay bia được đặt trong nhà bia hai tầng chồng diêm tám mái, ở phía trái sân chùa (từ cổng vào).

### Hình thức
Tấm bia bằng đá xanh hình lục lăng, 6 mái, chóp mái nhọn. Các hoạ tiết trang trí trên bia được chạm khắc tinh xảo. Năm trên sáu mặt bia có chạm hình rồng mây. Hình ảnh những con rồng mang đặc trưng phong cách thời Mạc với thân dài, mảnh, uốn lưng ngựa, mặt quỷ, sừng trâu. Chữ trên bia thể hiện theo lối chân thư, sáu chữ tiêu đề bia được chạm to trên trán, mỗi mặt một chữ trong ô tròn. Mỗi mặt bia có 68 dòng, mỗi dòng có 15 đến 30 chữ; trán bia. Diềm bia chạm hình dây leo cách điệu, sát chân bia có chạm hình cánh sen cách điệu.
Cụ thể đồ án trang trí ở từng mặt bia như sau:
- Mặt thứ nhất khắc chữ "Côn" (崑): trán bia trang trí lưỡng long chầu nhật. Hai bên trang trí hoa văn kiểu hoa thị. Ngoài cùng chạm hình hoa sen với hai chiếc lá mềm mại bay lên phía trước.
- Mặt thứ hai khắc chữ "Sơn" (山): trán bia trang trí một con rồng trong tư thế đang di chuyển theo phương nằm ngang. Hai bên chạm nửa bông cúc mãn khai, bao quanh bông cúc là những vân xoắn.
- Mặt thứ ba khắc chữ "Tư" (資): chạm khắc tương tự mặt thứ hai nhưng con rồng được tạc trong tư thế uốn thân theo khung hình chữ nhật, đầu rồng đối diện với phần đuôi dựng đứng. Ô chính giữa của đường diềm hai bên đều tạc nửa bông cúc mãn khai. Hai bên trang trí hình lá mềm mại, đối xứng nhau.
- Mặt thứ tư khắc chữ "Phúc" (福): trán bia chạm khắc đôi phượng chầu mặt trời, phía trên và dưới mặt trời chạm kín vân mây. Hai bên chạm bông hoa cúc được bao quanh bởi bốn chiếc lá mềm mại.
- Mặt thứ năm khắc chữ "Tự" (寺): trán bia trang trí hình rồng trong tư thế uốn lượn, đầu quay ngược lại phía sau. Điểm xuyết quanh rồng là hệ thống vân mây cụm và mây 3 dải. Chính giữa mặt bia, hai bên chạm đôi chim trong tư thế quy chầu, ngoài cùng trang trí nửa bông cúc mãn khai.
- Mặt thứ sáu khắc chữ "Bi" (碑): trán bia chạm khắc hình tượng rồng. Khác với rồng của các mặt trước, rồng được chạm với mặt nhìn chính diện, thân uốn lượn bao quanh khuôn mặt. Hai bên trang trí nửa bông sen, bao bọc quanh hoa sen là những vân dấu hỏi.

### Nội dung
Năm 1986 theo khảo sát của Viện nghiên cứu Hán Nôm thì các bản rập văn bia lưu trữ tại Viện có chỗ mờ và thiếu nét nhưng toàn bộ chữ trên bia tại chùa thì vẫn còn rõ nét. Đến nay tuy một số chữ trên bia đã mờ, mất, nhưng vẫn xác định được nội dung ghi chép. Nội dung bia Côn Sơn tư phúc tự bi ghi chép về đợt trùng tu chùa Côn Sơn năm 1607 do thiền sư trụ trì chùa Côn Sơn Mai Trí Bản khởi xướng cùng các quý tộc, quan lại, thiện nam, tín nữ các nơi hưng công xây dựng chùa. Những nội dung này được chạm khắc cụ thể ở 6 mặt của tấm bia.
Cụ thể nội dung ở từng mặt bia như sau:
- Mặt thứ nhất, chữ "Côn": cho biết chùa Tư Phúc ở Côn Sơn có quy mô từ thời Trần. Là nơi trụ trì của Huyền Quang - Ma Hán tôn giả, vị tổ thứ ba của Thiền phái Trúc Lâm đời Trần. Sư trụ trì chùa đương thời là Mai Trí Bản, tự Huệ Pháp, hiệu Pháp Nhẫn đứng ra lo liệu việc trùng tu; lại có các đệ tử đi khuyến giáo các quan viên, chức sắc, cung tần, thể nữ, cùng thiện nam, tín nữ các nơi góp đủ tiền mua được một số ruộng hưng công xây dựng nhà thiêu hương, tiền đường, hậu đường, hai bên hành lang, cửa tam quan... tu sửa lại thượng điện, tô lại tượng Phật, san khắc sách kinh.
- Mặt thứ hai, chữ "Sơn": ghi tên các hội chủ và tín thí quê ở các huyện thuộc phủ Khoái Châu
- Mặt thứ ba, chữ "Tư": ghi riêng các tín thí ở làng Chi Ngại (phường Cộng Hòa, Chí Linh ngày nay)
- Mặt thứ tư, chữ "Phúc": ghi tên 4 nhà sư có tiếng khác đã giúp sức vào việc sửa chữ Côn Sơn là: Thiên sư Đạo Phái; Hòa thượng Trần Đạo An, tự Định Hương người xã Từ Quán, huyện Gia Thủy, phủ Thiên Trường trụ trì ở chùa Tịnh Quang, Từ Sơn; Hòa thượng Nguyễn Quỳnh Cư tự Huệ Quang trụ trì ở chùa Hoa Yên núi Yên Tử; Hòa thượng Vũ Văn Thông tự Huệ Hải hiệu Linh Không, trụ trì ở chùa Vĩnh Nghiêm, từng giữ chức Tăng chính trong Tăng hội; tên một số tăng người và tín thí khác... Cuối bia ghi vị trí 80 mẫu ruộng của nhà chùa.
- Mặt thứ năm, chữ "Tự": ghi riêng họ tên của sư Mai Trí Bản quê ở xã Mai Đồ, huyện Quế Dương (tức Quế Võ, Bắc Ninh ngày nay) cùng môn đệ như Tì khưu Mai Ngọc Liên... tất cả hơn 30 người đã tham gia công việc trùng tu chùa Côn Sơn.
- Mặt thứ sáu, chữ "Bi": khắc bài minh gồm 32 câu, mỗi câu 4 chữ

| Phiên âm bài minh (nửa đầu): Thiên khai Nam quốc, Địa lịch Bắc Kinh. Tráng tai huyện Phượng, Hảo ta động Thanh! Vi tam thiên giới, Khoa đệ nhất hình. An cao Đông trụ, Bình nhiễu Tây thành. Đinh sơn hậu trấn, Hà thủy tiền nghênh. Cảnh quang long cứ, Nhật noãn hạc minh. Châu đình bí vũ, Diệu tướng Kim tinh. Lâu dài nguyệt sắc, Chung cổ phong thanh. | Bản dịch: Trời mở nước Nam, Đất xây Kinh Bắc. Lớn thay huyện Phượng, Đẹp thay động Thanh. Ba nghìn thế giới, Khoe bậc nhất hình. Yên Tử dựng trụ, Bình Than ôm thành. Núi sau trấn giữ, Sông trước đón nghênh. Hạc ca trời ấm, Rồng cuộn đất lành. Sân chùa châu ngọc, Tượng Phật minh vàng. Lâu đài trăng sáng, Chuông trống gió vang. |

## Lễ hội
Chùa Côn Sơn có hai dịp lễ hội. Hội xuân từ ngày 16 tháng giêng tới hết ngày 22 tháng giêng âm lịch nhằm tưởng nhớ Đệ tam tổ Trúc Lâm Huyền Quang Tôn giả. Hội thu từ ngày 15 đến ngày 20 tháng 8 âm lịch tưởng niệm Nguyễn Trãi.
Trước đây, nghi lễ chính của lễ hội mùa xuân Côn Sơn là rước lễ và tế lễ của dân làng hai thôn Chi Ngại và Chúc Thôn (Chúc Thôn tổ chức vào ngày 16, Chi Ngại tổ chức vào ngày 18 tháng Giêng).
Hiện nay lễ hội chùa Côn Sơn được kết hợp với lễ hội đền Kiếp Bạc thành lễ hội Côn Sơn - Kiếp Bạc mùa xuân và mùa thu, thường được tổ chức từ ngày mùng 10 đến ngày 23 tháng giêng và mùng 10 đến 20 tháng 8 Âm lịch.
Lễ hội mùa xuân gồm: lễ rước nước; lễ Liên Hoa Hội Thượng phát đại nguyện của đức Phật; màn châm và truyền hoa đăng của phật tử; lễ rước bánh chưng, bánh dày tại chùa Côn Sơn, đền thờ Nguyễn Trãi, đền thờ Trần Nguyên Đán; lễ giỗ Đệ tam tổ Trúc Lâm Huyền Quang tôn giả; lễ đàn Mông Sơn thí thực; nghi lễ Nhiễu phật ở tòa Cửu phẩm liên hoa. Phần hội có: hội thi gói bánh chưng, giã bánh dày; Liên hoan Pháo đất tỉnh Hải Dương; giải Vật dân tộc, giải Cờ tướng. Lễ hội mùa thu thường bao gồm: lễ Cúng Phật, Thánh, Hội đồng Trần Triều; Lễ giỗ Đức Thánh Trần; Lễ khai ấn và ban ấn đền Kiếp Bạc; Lễ rước bộ; Lễ tưởng niệm, Lễ tế tại đền Nguyễn Trãi, đền Trần Nguyên Đán; Lễ cầu an. Phần Hội có: Liên hoan diễn xướng hầu Thánh, đua thuyền truyền thống, trình diễn nghệ thuật múa rối nước, hội quân trên sông Lục Đầu, hội hoa đăng... và các hoạt động văn hóa, thể thao khác. Các lễ hội Côn Sơn - Kiếp Bạc thường thu hút đến hàng chục vạn lượt khách du lịch mỗi năm.